# Auguste Scheurer-Kestner

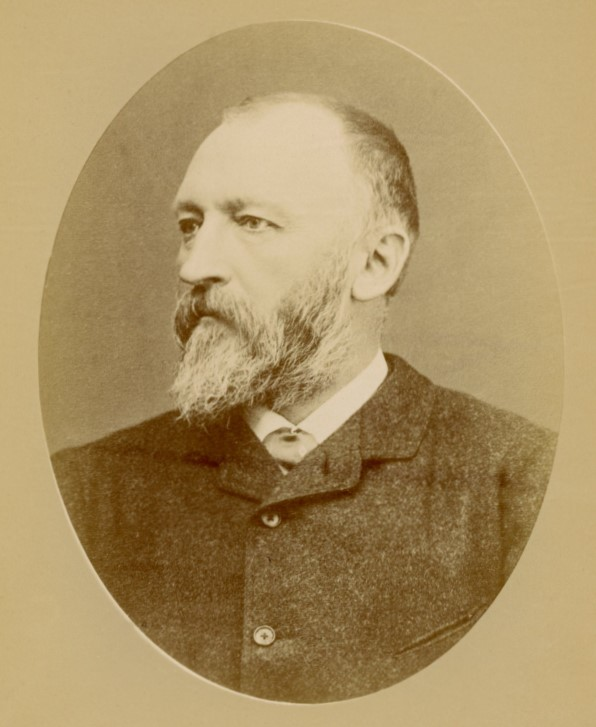
Auguste Scheurer-Kestner

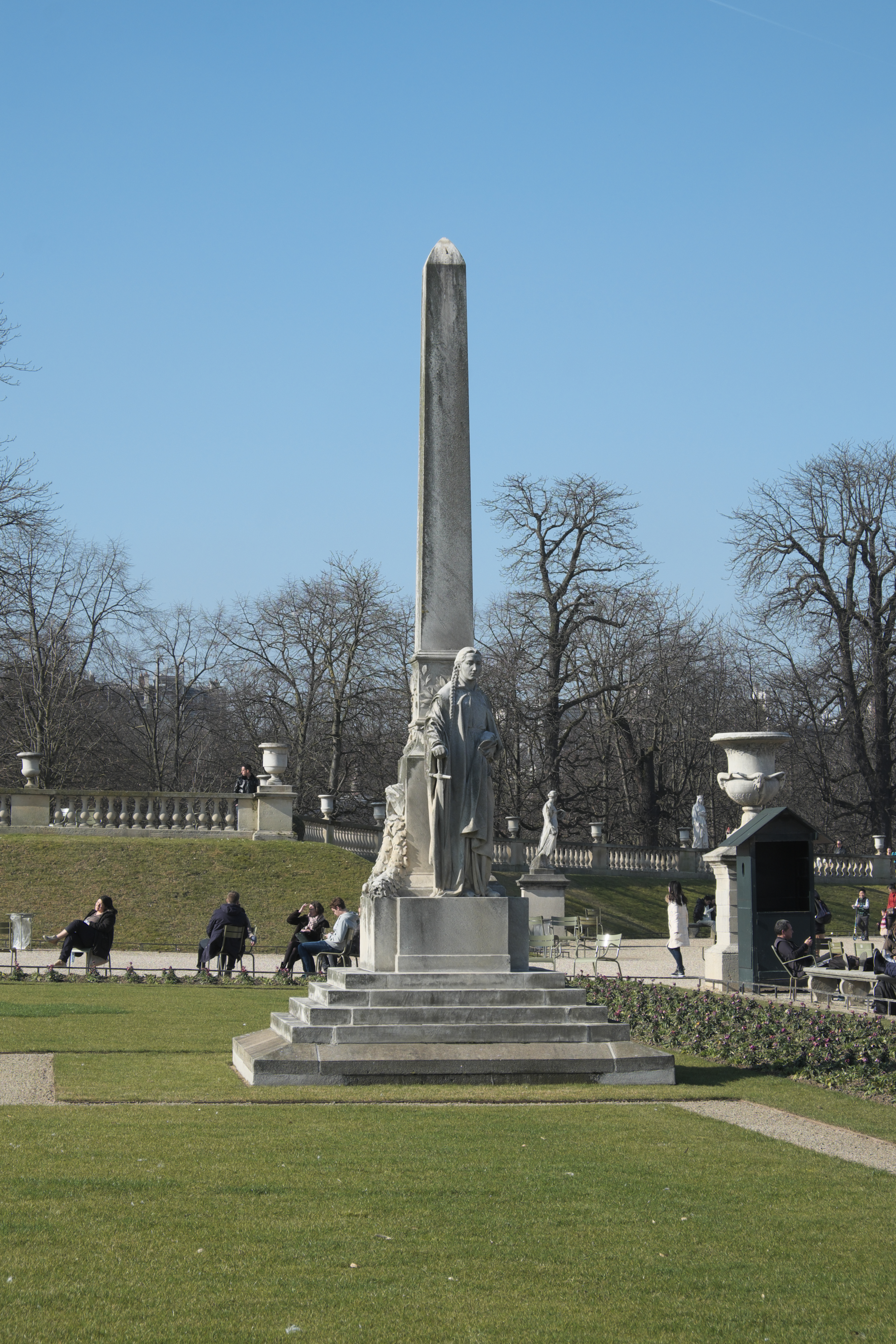
Monument für Auguste Scheurer-Kestner im Jardin du Luxembourg in Paris

Auguste Scheurer-Kestner (* 13. Februar 1833 in Mülhausen; † 19. September 1899 in Bagnères-de-Luchon) war ein französischer Chemiker, Industrieller und Politiker. Er hatte erheblichen Anteil an der Rehabilitierung von Alfred Dreyfus, der in der sogenannten Dreyfus-Affäre fälschlich des Landesverrats angeklagt wurde.

## Leben
Auguste Scheurer studierte in Straßburg unter Georges-Louis Leblois. In Paris setzte er seine wissenschaftliche Ausbildung fort. 1862 wurde er wegen „republikanischer Propaganda“ zu vier Monaten Haft verurteilt. 1867 war er am 1. Internationalen Friedenskongress beteiligt, der unter dem Vorsitz von Victor Hugo in Genf stattfand. Beim Ausbruch des Deutsch-Französischen Krieges übernahm er von seinem Schwiegervater zunächst die Leitung von dessen Industrieunternehmen.
1871 wurde er Abgeordneter des Département Haut-Rhin. Als Elsass-Lothringen vom Deutschen Reich annektiert wurde, wurde er zum Abgeordneten des Département Seine gewählt. 1875 wurde er zum Senator auf Lebenszeit gewählt. Auf Grund seiner Freundschaft mit dem einflussreichen französischen Staatsmann Léon Gambetta wurde er Herausgeber von La République française, gemeinsam mit Georges Clemenceau gründete er die Parlamentariergruppe Union Républicaine. 1895 wurde er zum Vizepräsidenten des französischen Senats. 1898, während des Höhepunkts der Dreyfus-Affäre, scheiterte er bei seiner Wiederwahl. Er starb 1899 an dem Tag, an dem Alfred Dreyfus begnadigt wurde.
Er war mit Céline Kestner (* 10. Februar 1838 in Thann; † 29. August 1893 ebenda), Tochter des französischen Unternehmers und Politikers Charles Kestner, verheiratet.

## Rolle in der Dreyfus-Affäre
Am 22. Dezember 1894 wurde der jüdische Artillerie-Hauptmann Alfred Dreyfus, der im Generalstab der französischen Armee diente, von einem Kriegsgericht zu lebenslanger Haft und Verbannung verurteilt. Die Verurteilung basierte auf zweifelhaften Handschriftengutachten und rechtswidrigen Beweisen. Für die Wiederaufnahme des Verfahrens und den Freispruch Dreyfus’ setzten sich zunächst nur Familienmitglieder und einige wenige Personen ein, denen im Verlauf des Prozesses Zweifel an der Schuld des Angeklagten gekommen waren.
Scheurer-Kestner zweifelte anfangs nicht, dass das Kriegsgericht rechtmäßig geurteilt habe, wenn er auch den Ausschluss der Öffentlichkeit im Verfahren als Verstoß gegen grundlegende Rechtsprinzipien empfand. Merkwürdig fand er lediglich das Fehlen eines glaubwürdigen Motivs für Dreyfus’ angeblichen Landesverrat. Von einem Gespräch mit Alfred Dreyfus’ Bruder Mathieu zu Beginn des Jahres 1895 beeindruckt, begann er sich jedoch für den Fall zu interessieren. Seine Gespräche mit verschiedenen hochrangigen Politikern mehrten seine Zweifel. Unter anderem machte ihn der frühere französische Justizminister Ludovic Trarieux auf mögliche Ungereimtheiten bei der Prozessführung aufmerksam, der italienische Botschafter Giuseppe Tornielli Brusati di Vergano sprach davon, dass seiner Ansicht nach Beweise gefälscht worden waren, um eine Verurteilung von Dreyfus sicherzustellen.
Parallel dazu hatte der neue Chef des französischen Nachrichtendienstes, Oberstleutnant Marie-Georges Picquart, auf Grund des sogenannten Le petit bleu den tatsächlichen Landesverräter Ferdinand Walsin-Esterházy identifizieren können. Picquart hatte sich den Forderungen seiner Vorgesetzten widersetzt, das Fehlurteil gegen Dreyfus bestehen zu lassen, der auf Betreiben des damaligen Kriegsministers Auguste Mercier und mit Einverständnis des ranghöchsten französischen Offiziers, General Félix Gustave Saussier, verhaftet und vor Gericht gestellt worden war. Picquart wurde seines Amts als Chef des Nachrichtendienstes enthoben, zunächst in die Provinz und dann nach Nordafrika versetzt. Während eines Urlaubs vertraute sich Picquart seinem engen Freund, dem Anwalt Louis Leblois, an. Auf dessen Drängen autorisierte Picquart ihn auch, einen Regierungsvertreter über Picquarts Wissen zum Fall Dreyfus zu informieren. Picquart wollte allerdings nicht zum Ankläger der Armee werden und untersagte es Leblois, direkte Kontakte zur Familie Dreyfus oder deren Anwalt aufzunehmen oder den Namen Esterhazy zu nennen.
Nachdem ihn Leblois über den begründeten Verdacht Piquarts gegenüber Esterhazy informierte, ließ Scheurer-Kestner im Juli 1897 der Ehefrau von Alfred, Lucie Dreyfus, mitteilen, dass er sich für eine Wiederaufnahme des Falls einsetzen werde. Schon seine erste Äußerung vor dem Senatspräsidium, dass er Dreyfus für unschuldig halte, sorgte für große öffentliche Aufmerksamkeit. Das Eintreten des für seine Integrität bekannten Scheurer-Kestner für Dreyfus vergrößerte den Kreis derer, die gleichfalls Zweifel äußerten oder doch wenigstens völlige Aufklärung der Angelegenheit forderten. Scheurer-Kestners Verhalten im Fall Dreyfus war bis zum November 1897 von vorsichtigem Taktieren geprägt, bei dem er seine Beziehungen zu anderen Politikern zu nutzen suchte. Angesichts des zunehmenden Antisemitismus fürchtete Scheurer-Kestner einen Rückfall in die Religionskriege der frühen Neuzeit und bemühte sich, die Glaubenszugehörigkeit Alfred Dreyfus’ vom Fall zu lösen.

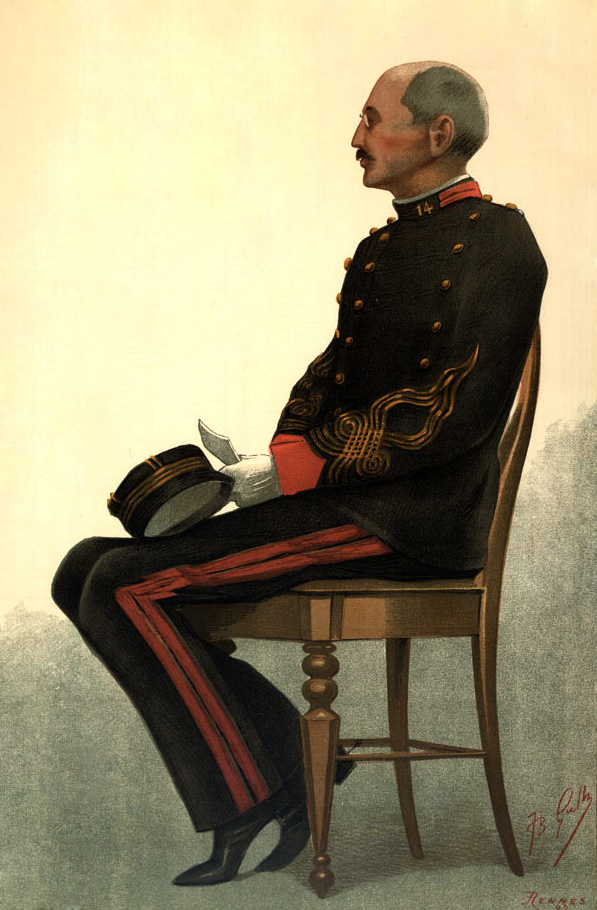
Jean Baptiste Guth, zeitgenössische Darstellung von Alfred Dreyfus während seines zweiten Prozesses vor dem Militärgericht in Rennes. Vanity Fair vom 7. September 1899

Leblois hatte Scheurer-Kestner gebeten, zum Schutze Picquarts erst dann an die Öffentlichkeit zu treten, wenn weitere, mit Picquart nicht in Zusammenhang stehende Beweise vorlägen. Dies trat Anfang November 1897 ein. Erst schrieb der Historiker Gabriel Monod in einem am 4. November veröffentlichten offenen Brief, dass er als anerkannter Grafologe bestätigen könne, dass der Bordereau nicht von Dreyfus geschrieben worden sei. Am 7. November identifizierte ein Börsenmakler, der zufällig eines der Faksimiles des Bordereaus erworben hatte, die Handschrift des Bordereaus als die seines Kunden Esterhazy. Als Beweis dafür übergab er Mathieu Dreyfus Briefe seines Klienten. Am 15. November trat Scheurer-Kestner mit einem in Le Temps veröffentlichten offenen Brief an die Öffentlichkeit und verwies auf die neue Faktenlage, die seiner Meinung nach die Unschuld von Dreyfus belegen würden. Fast zeitgleich mit Scheurer-Kestners öffentlicher Stellungnahme beschuldigte Mathieu Dreyfus in einem offenen Brief an Kriegsminister Billot Esterhazy als Verfasser des Bordereaus. Knapp ein Jahr nachdem Kriegsminister Billot den Abgeordneten die rechtmäßige Verurteilung von Dreyfus versichert hatte, sah sich nun Premierminister Félix Jules Méline genötigt, der Abgeordnetenkammer zu bestätigen, dass es keine Affäre Dreyfus gäbe. Auf diese Erklärung antwortete am 7. Dezember Scheurer-Kestner in einer Rede vor dem Senat. In seinen sehr sachlich gehaltenen Ausführungen nannte er die ihm bekannten Fakten und bezeichnete den Prozessverlauf als fehlerhaft, da geheime Dokumente an das Gericht übermittelt worden seien. Der frühere Justizminister Trarieux war der einzige Senator, der den Argumenten Scheurer-Kestners beipflichtete. Er verwies darauf, dass es nicht als Angriff auf die Armee zu werten sei, wenn nach schweren Fehlern ein Antrag auf Richtigstellung vorgebracht werde. Félix Jules Méline dagegen betonte auch vor dem Senat, dass es keine Affäre Dreyfus gäbe.
Scheurer-Kestner war nach seinem öffentlichen Bekenntnis, dass er von der Unschuld Dreyfus´ ausgehe, heftigen Attacken seitens der Presse ausgesetzt. Erst bezeichnete ihn L’Intransigient als „Feigling“, „Lügner“ und „Idiot“, zwei Tage später überbot dies La Libre Parole, indem sie ihn als „alten Schurken“ bezeichnete, dessen Handlung nur durch „Altersblödheit“ zu erklären sei. Sein Eintreten sorgte dafür, dass man sich ab Sommer 1897 mit dem eigentlich schon fast wieder vergessenen Fall des angeblich landesverräterischen jüdischen Offiziers auseinandersetzte. Intrigen von Personen des Generalstabs, die in die Affäre involviert waren, sorgten für einen Freispruch von Esterhazy. Émile Zola, der sich, von Scheurer-Kestner angeregt, in mehreren wortgewaltigen Artikeln ebenfalls mit dem Fall Dreyfus auseinandergesetzt hatte, prangerte mit seinem Artikel J’accuse, der am 13. Januar 1898 veröffentlicht wurde, dieses Fehlurteil an. Zola wurde wegen dieses Artikels wegen Verleumdung angeklagt und ging im Sommer 1898 ins Exil. Es führte letztlich aber auch dazu, dass dem Revisionsgesuch der Familie Dreyfus stattgegeben wurde. Es kam zu einem zweiten Kriegsgerichtsverfahren in Rennes, bei dem die Militärrichter Dreyfus erneut schuldig sprachen. Am 19. September 1899 begnadigte die französische Regierung Dreyfus, nicht zuletzt auch, weil sie die Auseinandersetzungen um diesen Fall beenden wollte. Die Begnadigung wurde an demselben Tag unterzeichnet, an dem Scheurer-Kestner starb. Dreyfus wurde im Jahr 1906 vollständig rehabilitiert. Im selben Jahr entschied der französische Senat, Scheurer-Kestner für sein Lebenswerk mit einer Ehrenbüste in der Galerie des Senats zu ehren.